# Vlastimil Jansa

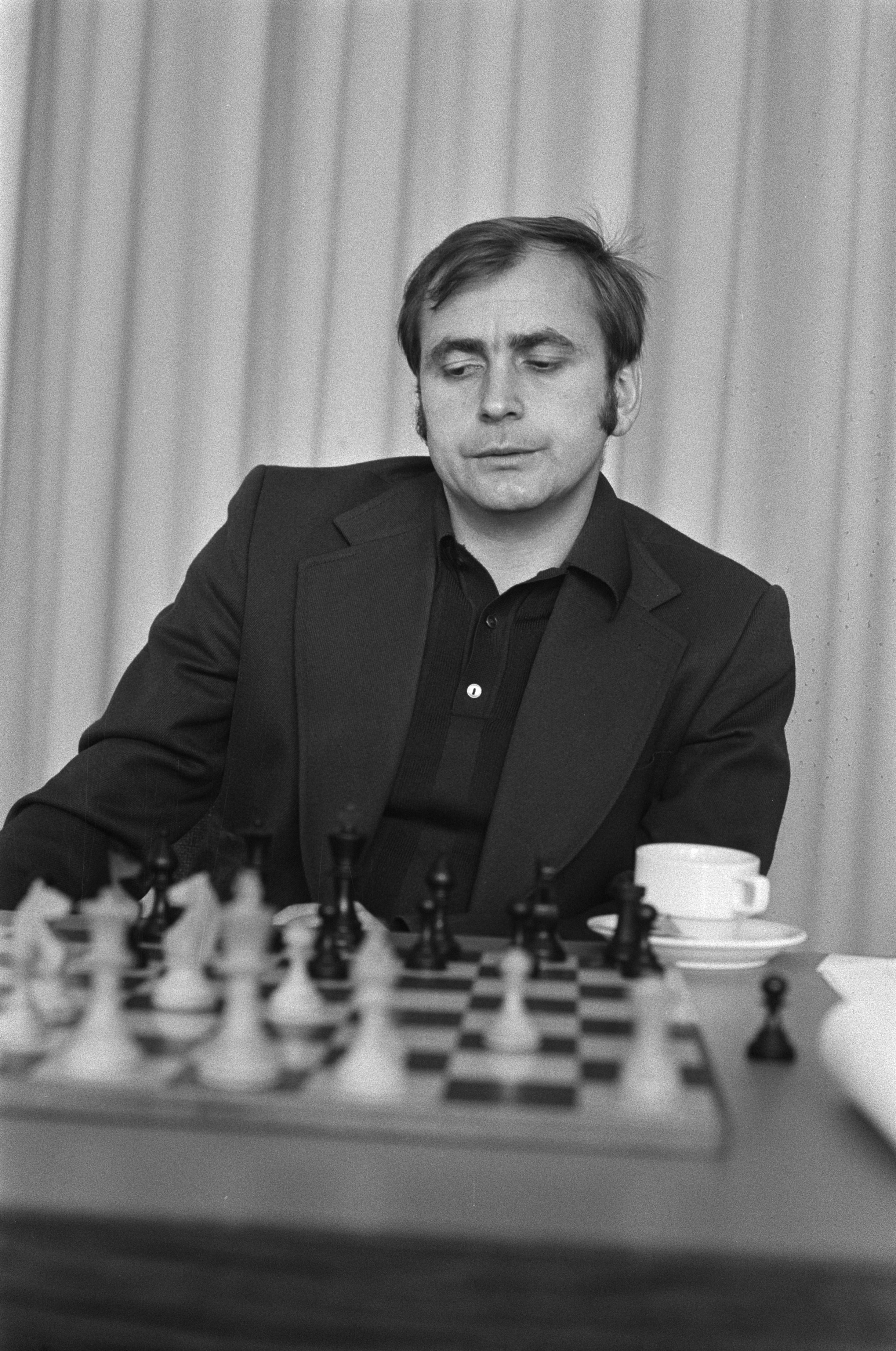
Vlastimil Jansa (Amsterdam, 1974)

Vlastimil Jansa (Praag, 27 november 1942) is een Tsjechische schaker die vroeger voor Tsjecho-Slowakije uitkwam. Hij is sinds 1974 een grootmeester (GM). 
Op achtjarige leeftijd leerde hij schaken toen hij in een ziekenhuis opgenomen was. Toen hij 14 was werd hij jeugdkampioen van zijn geboortestad Praag. 
Hij studeerde sportwetenschappen aan de Karelsuniversiteit in Praag, werd vervolgens beroepsmilitair en bereikte daarin de rang van kapitein. 
Onderdeel van zijn schaakeducatie waren trainingen van Internationaal Meester Emil Richter (1894–1971). Gedurende jaren behoorde Jansa bij de top van de Tsjechische schakers. Diverse keren vertegenwoordigde hij zijn land bij een Schaakolympiade, waarbij in 1982 het team de zilveren medaille won. Ook was hij coach en een schrijver van schaaktheoretische boeken en artikelen. 
Als trainer ontwikkelde hij in de jaren 70 een test waarmee het talent van jonge spelers kon worden bepaald. Een van zijn studenten was David Navara, de sterkste speler van Tsjechië. Jansa is ook de nationale coach van Luxemburg geweest.

## Resultaten in het schaken
- In 1959 eindigde hij tweede op het juniorenkampioenschap van Tsjechoslowakije.
- In 1964 werd hij tweede in  Zinnowitz.
- In 1965 werd hij Internationaal Meester (IM).
- In 1974 werd hij grootmeester.
- Jansa won, gedeeld of ongedeeld, de volgende toernooien: Cerveny Kostelec 1959, Praag 1968, Madonna di Campiglio 1973, Amsterdam 1974, Vrnjacka Banja 1981, Trnava 1982, Borgarnes 1985, Gausdal 1987 (en derde in 1988), Badenweiler 1990, Münster 1992 en Lazne Bohdanec 1997.
- Jansa won het kampioenschap van Tsjechoslowakije in 1964, 1974 en 1984. In de periode voor de splitsing in Tsjechië en Slowakije in 1993, eindigde hij 14 keer in de top drie.
- In de 21e eeuw is hij nog steeds een actief schaker. In februari 2005 eindigde Jansa op het kampioenschap van Tsjechië als vijfde.

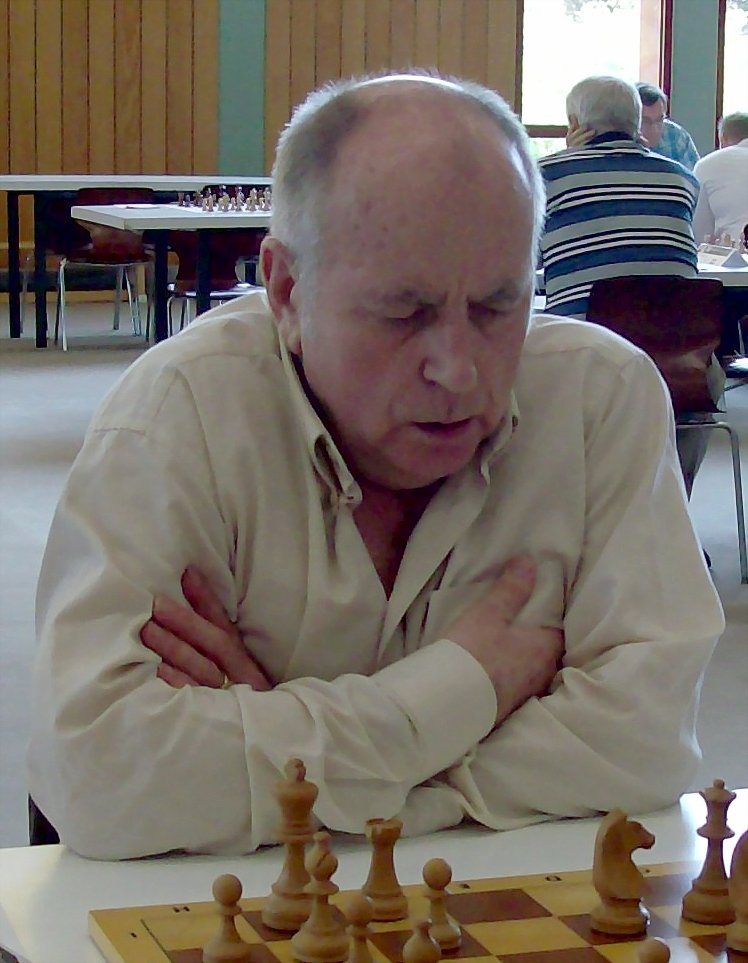
Vlastimil Jansa (2008)

- In juni 2005 werd Jansa in Echternach op het open rapid-toernooi gedeeld 1e–7e met 7,5 punt uit 9.
- In oktober 2005 werd Jansa met 8,5 pt. uit 11 tweede op het seniorenkampioenschap in Lignano (Italië).
- In 2006 werd hij tweede op het Wereldkampioenschap voor senioren in Arvier, achter Viktor Kortsjnoj.
- In 2018 won Jansa het Wereldkampioenschap voor senioren in de categorie 65+, waarbij hij via de tiebreak-score de Russische GM Yuri Balashov achter zich liet.[1]

## Openingsvariant
Samen met IM Josef Pribyl is hij de bedenker van de openingsvariant die bekend staat als de "Tsjechische Pircverdediging". Deze opening, die zich onderscheidt door het in een vroeg stadium spelen van c7-c6, biedt de zwartspeler de mogelijkheid tot meer flexibiliteit, waardoor het geschikte plan kan worden gevolgd, wanneer eenmaal de door wit gevolgde strategie duidelijk is geworden. 